# 1988年メキシコサッカー連盟スキャンダル
1988年メキシコサッカー連盟スキャンダル (1988ねんめきしこさっかーれんめいすきゃんだる) は、1988年に発覚したメキシコサッカー連盟による不祥事である。
同連盟は、1989 FIFAワールドユース選手権（現・FIFAワールドユース選手権）の予選であった1988 CONCACAF U-20選手権に出場したU-20サッカーメキシコ代表に規定年齢を超えた選手を登録していた（ヘラルド・ヒメネス、ホセ・デ・ラ・フエンテ、ホセ・ルイス・マタ、アウレリオ・リベラの4人) 。これを受けFIFAは、全世代のメキシコ代表に2年間の国際試合禁止という重い処分を下した。それに伴い、同国のA代表は1990 FIFAワールドカップの予選出場権を失った。
この不祥事は、メキシコ、北米のサッカーの歴史におけるターニングポイントと位置付けられている 。

## 1988 CONCACAF U-20選手権
サウジアラビアで開催される1989 FIFAワールドユース選手権に進出するためには、前年4月にグアテマラで開催される1988 CONCACAF U-20選手権で、優勝または準優勝を果たす必要があった。
ワールドユース選手権の出場資格を有しているのは20歳以下の選手であり、1988年初めにFIFAは、各サッカー協会にユース世代の年齢制限違反に関する声明を発表していた。
U-20メキシコ代表は1次リーグを4連勝で1位通過すると、2位までがワールドユース出場となる2次リーグは2勝1敗で2位となり、出場権を手にしていた。
1次リーグの順位表
| チーム               | 試 | 勝 | 分 | 敗 | 得 | 失 | 差  | 勝点 |
| -------------------- | -- | -- | -- | -- | -- | -- | --- | ---- |
| メキシコ             | 4  | 4  | 0  | 0  | 15 | 1  | +14 | 8    |
| キューバ             | 4  | 3  | 0  | 1  | 4  | 3  | +1  | 6    |
| カナダ               | 4  | 1  | 1  | 2  | 4  | 4  | 0   | 3    |
| バミューダ諸島       | 4  | 1  | 1  | 2  | 5  | 8  | –3  | 3    |
| オランダ領アンティル | 4  | 0  | 0  | 4  | 1  | 13 | –12 | 0    |

2次リーグの順位表
| チーム         | 試 | 勝 | 分 | 敗 | 得 | 失 | 差 | 勝点 |
| -------------- | -- | -- | -- | -- | -- | -- | -- | ---- |
| コスタリカ     | 3  | 3  | 0  | 0  | 10 | 2  | +8 | 6    |
| メキシコ       | 3  | 2  | 0  | 1  | 4  | 5  | –1 | 4    |
| アメリカ合衆国 | 3  | 1  | 0  | 2  | 4  | 6  | –2 | 2    |
| キューバ       | 3  | 0  | 0  | 3  | 3  | 8  | –5 | 0    |

## 調査
メキシコのテレビ局に属する記者のアントニオ・モレノが、メキシコサッカー連盟から出版された選手名鑑と北中米カリブ海サッカー連盟 (CONCACAF) に提出された選手の年齢が一致していないことを発見した 。4月20日、モレノは、「規定年齢を超えた選手を意図的に起用して有利な状況を生み出す」危険性を強調する記事を発表した。これに対しメキシコサッカー連盟の会長、ラファエル・デル・カスティージョはモレノを口頭で批判した。
モレノは同僚の記者であるホセ・ラモン・フェルナンデスの協力を受け、テレビニュースで報じた。連盟は告発を否定した上で無視していたが、多くの国内の記者が選手へのインタビュー、出生証明書の調査を開始した。その後、ヘラルド・ヒメネスとホセ・デ・ラ・フエンテの2名の年齢が規定年齢に違反していることが判明した。続いてホセ・ルイス・マタ、アウレリオ・リベラの両選手も規定年齢を上回っていることが発覚した。当時キャプテンを務めていたリベラは後の取材で、チーム全員が規定年齢を上回っていたと証言しているが、真偽は明らかでない。
U-20選手権で3位となりワールドユース選手権の出場権を逃していたアメリカ合衆国サッカー連盟はCONCACAFに調査を依頼し、1次リーグ敗退に終わったグアテマラサッカー連盟も抗議に加わった。

## 結果
6月19日、CONCACAFは4選手の年齢が虚偽であったことを確認し、メキシコのワールドユース選手権の出場権を剥奪した。さらに、メキシコサッカー連盟の会長、ラファエル・デル・カスティージョを含む数名の関係者を無期限の失格処分とした。メキシコの失格に伴い、3位のアメリカが繰り上げで出場権を獲得した（首位突破はコスタリカ）。
会長を含むメキシコサッカー連盟の幹部らはFIFA（国際サッカー連盟）にCONCACAFに課された無期限の資格停止を覆すよう求めたが、変更はなかった。
6月30日、FIFAはCONCACAFの処分を認めた上、さらにA代表など全世代のメキシコ代表を2年間の国際試合禁止処分とした（1990年7月1日まで）。そのためすでに出場権を得ていた同年のソウルオリンピック、イタリアで開催される予定の1990 FIFAワールドカップの予選に参加できなくなった。ソウルオリンピックにはグアテマラが繰り上がり出場することになった。
FIFAは「以前までの規定年齢違反に対する処分には他世代の代表は含まれておらず効果がほとんど無かったため、今回は重い処分を課すことで強く警告する」と発表した。
出場停止期間が終了した後、参加を認められた1994 FIFAワールドカップ・予選を勝ち抜いたメキシコは、本大会でグループリーグを突破し、ベスト16入りを果たした。